# Llista d'asteroides/198301-198400
| Nom      | Designació provisional | Data de descobriment  | Lloc de descobriment | Descobridor/s         |
| -------- | ---------------------- | --------------------- | -------------------- | --------------------- |
| 198301 - | 2004 TR323             | 11 d'octubre de 2004  | Kitt Peak            | Spacewatch            |
| 198302 - | 2004 TW324             | 12 d'octubre de 2004  | Kitt Peak            | Spacewatch            |
| 198303 - | 2004 TX324             | 12 d'octubre de 2004  | Kitt Peak            | Spacewatch            |
| 198304 - | 2004 TC325             | 12 d'octubre de 2004  | Kitt Peak            | Spacewatch            |
| 198305 - | 2004 TK328             | 4 d'octubre de 2004   | Palomar              | NEAT                  |
| 198306 - | 2004 TX328             | 4 d'octubre de 2004   | Palomar              | NEAT                  |
| 198307 - | 2004 TT330             | 9 d'octubre de 2004   | Socorro              | LINEAR                |
| 198308 - | 2004 TQ332             | 9 d'octubre de 2004   | Kitt Peak            | Spacewatch            |
| 198309 - | 2004 TW333             | 9 d'octubre de 2004   | Kitt Peak            | Spacewatch            |
| 198310 - | 2004 TX333             | 9 d'octubre de 2004   | Kitt Peak            | Spacewatch            |
| 198311 - | 2004 TS335             | 10 d'octubre de 2004  | Kitt Peak            | Spacewatch            |
| 198312 - | 2004 TZ335             | 10 d'octubre de 2004  | Kitt Peak            | Spacewatch            |
| 198313 - | 2004 TE336             | 10 d'octubre de 2004  | Kitt Peak            | Spacewatch            |
| 198314 - | 2004 TN336             | 10 d'octubre de 2004  | Kitt Peak            | Spacewatch            |
| 198315 - | 2004 TC339             | 12 d'octubre de 2004  | Anderson Mesa        | LONEOS                |
| 198316 - | 2004 TU339             | 13 d'octubre de 2004  | Kitt Peak            | Spacewatch            |
| 198317 - | 2004 TX339             | 13 d'octubre de 2004  | Kitt Peak            | Spacewatch            |
| 198318 - | 2004 TJ342             | 13 d'octubre de 2004  | Kitt Peak            | Spacewatch            |
| 198319 - | 2004 TW342             | 13 d'octubre de 2004  | Kitt Peak            | Spacewatch            |
| 198320 - | 2004 TY346             | 15 d'octubre de 2004  | Anderson Mesa        | LONEOS                |
| 198321 - | 2004 TO348             | 7 d'octubre de 2004   | Kitt Peak            | Spacewatch            |
| 198322 - | 2004 TT349             | 9 d'octubre de 2004   | Socorro              | LINEAR                |
| 198323 - | 2004 TE355             | 7 d'octubre de 2004   | Socorro              | LINEAR                |
| 198324 - | 2004 TG355             | 7 d'octubre de 2004   | Socorro              | LINEAR                |
| 198325 - | 2004 TM356             | 14 d'octubre de 2004  | Anderson Mesa        | LONEOS                |
| 198326 - | 2004 TX358             | 6 d'octubre de 2004   | Kitt Peak            | Spacewatch            |
| 198327 - | 2004 TR359             | 9 d'octubre de 2004   | Socorro              | LINEAR                |
| 198328 - | 2004 TC361             | 12 d'octubre de 2004  | Kitt Peak            | Spacewatch            |
| 198329 - | 2004 TJ361             | 13 d'octubre de 2004  | Socorro              | LINEAR                |
| 198330 - | 2004 TJ366             | 9 d'octubre de 2004   | Kitt Peak            | Spacewatch            |
| 198331 - | 2004 TS366             | 9 d'octubre de 2004   | Kitt Peak            | Spacewatch            |
| 198332 - | 2004 TZ367             | 6 d'octubre de 2004   | Kitt Peak            | Spacewatch            |
| 198333 - | 2004 UA                | 16 d'octubre de 2004  | Pla D'Arguines       | R. Ferrando           |
| 198334 - | 2004 UQ1               | 23 d'octubre de 2004  | Socorro              | LINEAR                |
| 198335 - | 2004 UP2               | 18 d'octubre de 2004  | Socorro              | LINEAR                |
| 198336 - | 2004 UR3               | 19 d'octubre de 2004  | Socorro              | LINEAR                |
| 198337 - | 2004 UE4               | 16 d'octubre de 2004  | Socorro              | LINEAR                |
| 198338 - | 2004 UB5               | 18 d'octubre de 2004  | Socorro              | LINEAR                |
| 198339 - | 2004 UW5               | 20 d'octubre de 2004  | Socorro              | LINEAR                |
| 198340 - | 2004 UO6               | 20 d'octubre de 2004  | Socorro              | LINEAR                |
| 198341 - | 2004 UR8               | 21 d'octubre de 2004  | Socorro              | LINEAR                |
| 198342 - | 2004 UC9               | 23 d'octubre de 2004  | Socorro              | LINEAR                |
| 198343 - | 2004 VG                | 2 de novembre de 2004 | Palomar              | NEAT                  |
| 198344 - | 2004 VU                | 2 de novembre de 2004 | Anderson Mesa        | LONEOS                |
| 198345 - | 2004 VM2               | 3 de novembre de 2004 | Palomar              | NEAT                  |
| 198346 - | 2004 VL3               | 3 de novembre de 2004 | Kitt Peak            | Spacewatch            |
| 198347 - | 2004 VZ4               | 3 de novembre de 2004 | Anderson Mesa        | LONEOS                |
| 198348 - | 2004 VA5               | 3 de novembre de 2004 | Anderson Mesa        | LONEOS                |
| 198349 - | 2004 VD5               | 3 de novembre de 2004 | Anderson Mesa        | LONEOS                |
| 198350 - | 2004 VA6               | 3 de novembre de 2004 | Palomar              | NEAT                  |
| 198351 - | 2004 VD6               | 3 de novembre de 2004 | Kitt Peak            | Spacewatch            |
| 198352 - | 2004 VZ6               | 3 de novembre de 2004 | Kitt Peak            | Spacewatch            |
| 198353 - | 2004 VL8               | 3 de novembre de 2004 | Anderson Mesa        | LONEOS                |
| 198354 - | 2004 VM8               | 3 de novembre de 2004 | Anderson Mesa        | LONEOS                |
| 198355 - | 2004 VZ9               | 3 de novembre de 2004 | Anderson Mesa        | LONEOS                |
| 198356 - | 2004 VC10              | 3 de novembre de 2004 | Anderson Mesa        | LONEOS                |
| 198357 - | 2004 VG10              | 3 de novembre de 2004 | Palomar              | NEAT                  |
| 198358 - | 2004 VR10              | 3 de novembre de 2004 | Catalina             | CSS                   |
| 198359 - | 2004 VS12              | 3 de novembre de 2004 | Catalina             | CSS                   |
| 198360 - | 2004 VX12              | 3 de novembre de 2004 | Palomar              | NEAT                  |
| 198361 - | 2004 VF13              | 3 de novembre de 2004 | Palomar              | NEAT                  |
| 198362 - | 2004 VW13              | 3 de novembre de 2004 | Palomar              | NEAT                  |
| 198363 - | 2004 VF14              | 4 de novembre de 2004 | Anderson Mesa        | LONEOS                |
| 198364 - | 2004 VM14              | 4 de novembre de 2004 | Kitt Peak            | Spacewatch            |
| 198365 - | 2004 VJ15              | 5 de novembre de 2004 | Needville            | J. Dellinger, A. Lowe |
| 198366 - | 2004 VZ16              | 4 de novembre de 2004 | Catalina             | CSS                   |
| 198367 - | 2004 VP18              | 4 de novembre de 2004 | Kitt Peak            | Spacewatch            |
| 198368 - | 2004 VV18              | 4 de novembre de 2004 | Kitt Peak            | Spacewatch            |
| 198369 - | 2004 VR19              | 4 de novembre de 2004 | Anderson Mesa        | LONEOS                |
| 198370 - | 2004 VS19              | 4 de novembre de 2004 | Anderson Mesa        | LONEOS                |
| 198371 - | 2004 VQ20              | 4 de novembre de 2004 | Catalina             | CSS                   |
| 198372 - | 2004 VE21              | 4 de novembre de 2004 | Catalina             | CSS                   |
| 198373 - | 2004 VZ21              | 4 de novembre de 2004 | Catalina             | CSS                   |
| 198374 - | 2004 VA22              | 4 de novembre de 2004 | Catalina             | CSS                   |
| 198375 - | 2004 VG23              | 5 de novembre de 2004 | Palomar              | NEAT                  |
| 198376 - | 2004 VB24              | 5 de novembre de 2004 | Anderson Mesa        | LONEOS                |
| 198377 - | 2004 VQ25              | 4 de novembre de 2004 | Catalina             | CSS                   |
| 198378 - | 2004 VP27              | 5 de novembre de 2004 | Palomar              | NEAT                  |
| 198379 - | 2004 VJ28              | 7 de novembre de 2004 | Socorro              | LINEAR                |
| 198380 - | 2004 VT28              | 8 de novembre de 2004 | Antares              | R. Holmes             |
| 198381 - | 2004 VB29              | 3 de novembre de 2004 | Kitt Peak            | Spacewatch            |
| 198382 - | 2004 VM29              | 3 de novembre de 2004 | Kitt Peak            | Spacewatch            |
| 198383 - | 2004 VR29              | 3 de novembre de 2004 | Kitt Peak            | Spacewatch            |
| 198384 - | 2004 VD30              | 3 de novembre de 2004 | Kitt Peak            | Spacewatch            |
| 198385 - | 2004 VW32              | 3 de novembre de 2004 | Kitt Peak            | Spacewatch            |
| 198386 - | 2004 VB33              | 3 de novembre de 2004 | Kitt Peak            | Spacewatch            |
| 198387 - | 2004 VL33              | 3 de novembre de 2004 | Kitt Peak            | Spacewatch            |
| 198388 - | 2004 VQ33              | 3 de novembre de 2004 | Kitt Peak            | Spacewatch            |
| 198389 - | 2004 VH34              | 3 de novembre de 2004 | Kitt Peak            | Spacewatch            |
| 198390 - | 2004 VW38              | 4 de novembre de 2004 | Kitt Peak            | Spacewatch            |
| 198391 - | 2004 VQ40              | 4 de novembre de 2004 | Kitt Peak            | Spacewatch            |
| 198392 - | 2004 VE43              | 4 de novembre de 2004 | Kitt Peak            | Spacewatch            |
| 198393 - | 2004 VE44              | 4 de novembre de 2004 | Kitt Peak            | Spacewatch            |
| 198394 - | 2004 VF44              | 4 de novembre de 2004 | Kitt Peak            | Spacewatch            |
| 198395 - | 2004 VL47              | 4 de novembre de 2004 | Kitt Peak            | Spacewatch            |
| 198396 - | 2004 VV51              | 4 de novembre de 2004 | Kitt Peak            | Spacewatch            |
| 198397 - | 2004 VG52              | 4 de novembre de 2004 | Catalina             | CSS                   |
| 198398 - | 2004 VR52              | 4 de novembre de 2004 | Catalina             | CSS                   |
| 198399 - | 2004 VT52              | 4 de novembre de 2004 | Catalina             | CSS                   |
| 198400 - | 2004 VA53              | 5 de novembre de 2004 | Campo Imperatore     | CINEOS                |